# Lithasia salebrosa
Lithasia salebrosa är en snäckart som först beskrevs av Conrad 1834.  Lithasia salebrosa ingår i släktet Lithasia och familjen Pleuroceridae. IUCN kategoriserar arten globalt som sårbar. Inga underarter finns listade i Catalogue of Life.